# Umeå Segelsällskap
Umeå Segelsällskap (USS) är ett segelsällskap i Obbola utanför Umeå. Föreningen bildades 1882, och är därmed Umeås näst äldsta idrottsförening. Föreningen har dock inte haft kontinuerlig verksamhet under hela tiden; den återbildades 1963. 
Numera har USS i sitt tävlingsprogram en minneskappsegling, USK-minne. Övriga tävlingar är T-H Cup, KM Fore och NCC Cup.